# Christian Schybi

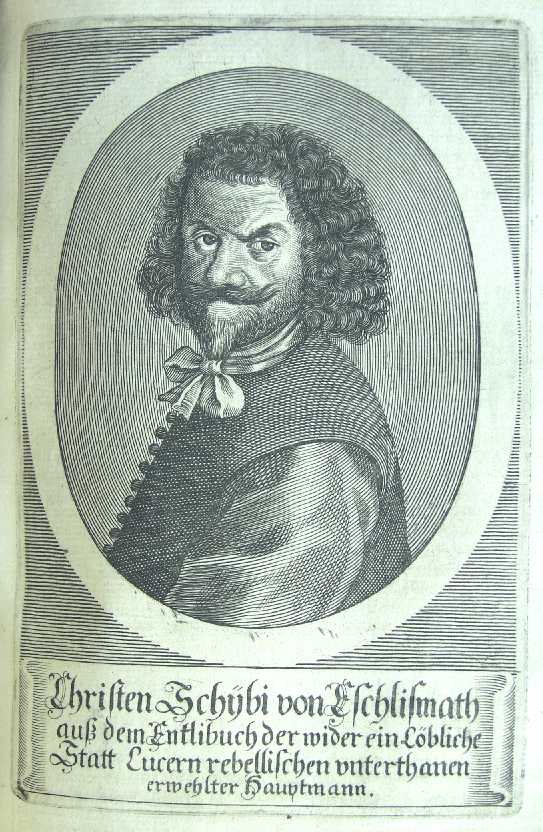
Christian Schybi

Christian Schybi (auch Schibi) (* um 1595 in Escholzmatt, Amt Entlebuch, Kanton Luzern; † 7. Juli 1653 in Sursee) war Landeshauptmann und Anführer der Luzerner Untertanen im Schweizer Bauernkrieg.
Christian Schybi stand zunächst einige Jahre unter dem Luzerner Hauptmann von Fleckenstein in savoyischen Diensten und arbeitete danach als Gastwirt in Escholzmatt und Entlebuch. In Savoyen hatte er eine Reihe von Kunststücken kennengelernt, die auf Gewandtheit und Geschwindigkeit beruhen. Wegen dieser Tricks und seiner enormen Körperkraft wurde er weitherum als „Hexenmeister“ bekannt und gefürchtet. Angeblich soll Schybi einen Mann mit gestrecktem Arm angehoben und auch einmal ein Pferd geschultert haben.
Die Wirtschaftskrise nach dem Ende des Dreissigjährigen Krieges und eine Münzabwertung gaben den Anlass, dass sich die Entlebucher gegen die städtische Herrschaft erhoben. Im Gegensatz zum reichen Bauernführer Hans Emmenegger gehörte Schybi zu den Verlierern der Wirtschaftskrise und hatte, wie alle Wirte, unter den neuen Steuern besonders zu leiden. Als die Berner Herren drohten, eine Grenzwache gegen das Entlebuch aufzustellen, um die Berner Bauern von den Entlebuchern fernzuhalten, formierte Schybi fünfhundert Knüttelträger und zog zur Begeisterung der Bevölkerung durchs Entlebuch.
Im 17. Jahrhundert gab es in der Eidgenossenschaft noch keine Gewaltenteilung, der städtische Luzerner Rat war gesetzgebende, gesetzausführende und richterliche Behörde in einem. Die freiheitsliebenden Entlebucher und ihre Bundesgenossen wollten nicht länger eine Regierung dulden, die sich vor ihnen nicht zu rechtfertigen brauchte. Am 10. Februar 1653 zogen die Entlebucher zum Wallfahrtsort Heiligkreuz, und am 26. Hornung (Februar) bekräftigten sie ihre Forderungen im Bundesbrief der X Aemter der Stadt Luzern gegenüber der Stadt Luzern und beschworen den Wolhuser Bund. Dieser gab den Auftakt zum Schweizer Bauernkrieg von 1653. In diesem Bauernkrieg war der Escholzmatter Christian Schybi der militärische Führer der Luzerner Bauern. 

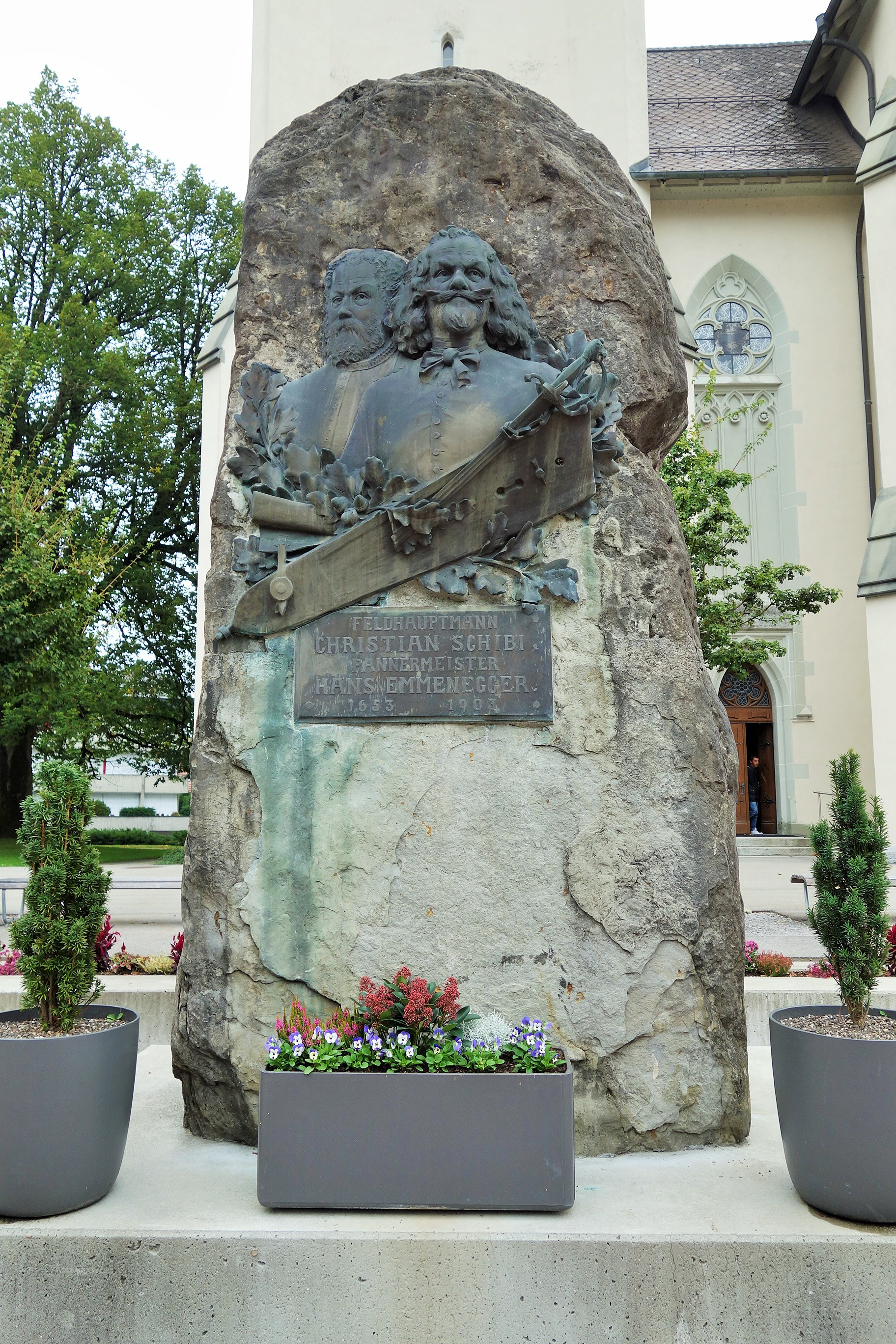
Bronzerelief für Christian Schybi und Hans Emmenegger am Schybistein in Escholzmatt von Paul Amlehn, 1890

Nach dem Gefecht bei Wohlenschwil unterzeichneten die Bauernführer Niklaus Leuenberger und Christian Schybi am 4. Juni 1653 den Mellinger Frieden. Die obrigkeitlichen Regierungen hielten sich jedoch nicht an den Vertrag bzw. erklärten ihn für ungültig und nutzten ihren militärischen Vorteil zu harten Straf- und Vergeltungsmassnahmen, nachdem sich grosse Teile des Bauernheeres bereits aufgelöst hatten. Schybi führte am 5. Juni bei der Reussbrücke in Gisikon sein letztes grosses Gefecht. Dies konnte jedoch den Zusammenbruch des Bauernaufstandes im Entlebuch und Emmental nicht mehr aufhalten. Schybi wurde am 21. Juni durch Oberst Sebastian Bilgerim Zwyer von Evibach aus dem mit Luzern verbündeten Uri verhaftet, wegen seiner «Hexenkünste» gefoltert und am 7. Juli 1653 in Sursee mit dem Schwert enthauptet. 
Ein 1903, im 250. Gedenkjahr des Schweizerischen Bauernkrieges, auf dem Dorfplatz von Escholzmatt enthülltes Denkmal, geschaffen von Paul Amlehn, hält das Andenken an Christian Schybi und Hans Emmenegger, Landespannermeister und Mitstreiter, bis heute wach.

Schybi wird in Sursee gefoltert und durch Kaspar Pfyffer verhört